# Vallehermoso, Negros Oriental

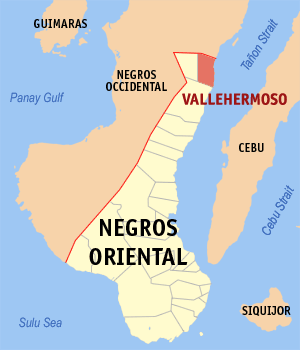
Bản đồ Negros Oriental với vị trí của Vallehermoso

Vallehermoso là một đô thị hạng 4 ở tỉnh Negros Oriental, Philippines. Theo điều tra dân số năm 2000, đô thị này có dân số 33.914 người trong 6.753 hộ.

## Barangay
Vallehermoso được chia thành 15 barangay.
- Bagawines
- Bairan
- Don Espiridion Villegas
- Guba
- Cabulihan
- Macapso
- Malangsa
- Molobolo
- Maglahos
- Pinocawan
- Poblacion
- Puan
- Tabon
- Tagbino
- Ulay